# 29799 Trinirussell
A 29799 Trinirussell (ideiglenes jelöléssel (29799) 1999 CZ81) a Naprendszer kisbolygóövében található aszteroida. A LINEAR projekt keretében fedezték fel 1999. február 12-én.